# Dioplotherium
Dioplotherium è un estinto genere di Sirenio vissuto nella zona meridionale degli Stati Uniti e nei Caraibi tra la fine dell'Oligocene ed il medio Miocene.

## Descrizione
L'animale presentava un muso inclinato di 70° e grandi zanne allargate ed appiattite che gli servivano per strappare dal suolo le piante marine. Un maggior elaborato accrescimento di queste zanne lo ritroviamo in tutti i generi da lui evoluti (ed un tempo classificati nella sottofamiglia Rytiodontinae) quali Xenosiren, Rytiodus e Corystosiren. Anche il moderno Dugongo ha sviluppato grandi zanne per lo stesso motivo, ma recenti studi hanno appurato che le zanne svolgono soprattutto un ruolo di interazione sociale nei branchi.
Il Dioplotherium si è estinto a causa del raffreddamento del clima dell'Oceano Pacifico e della scomparsa delle piante marine vicino alle coste che si era specializzato a mangiare.

## Tassonomia
Attualmente sono conosciute due specie differenti di questo animale: la specie D. manigaulti risale a strati della fine dell'Oligocene in Florida ed è contemporanea al Crenatosiren; la seconda specie, D. allisoni, è stata invece ritrovata in strati di inizio Miocene di Brasile e della Bassa California ed in strati del medio Miocene dell'Argentina, dove ha convissuto con il genere Dusisiren (antenato della famosa Ritina di Steller).
La specie Halianassa allisoni, era stata inizialmente descritta da Kilmer nel 1965, sulla base di reperti risalenti al Miocene trovati nella formazione Isidro della Bassa California in Messico. I reperti furono successivamente attribuiti al genere Dioplotherium da altri autori come Domning.

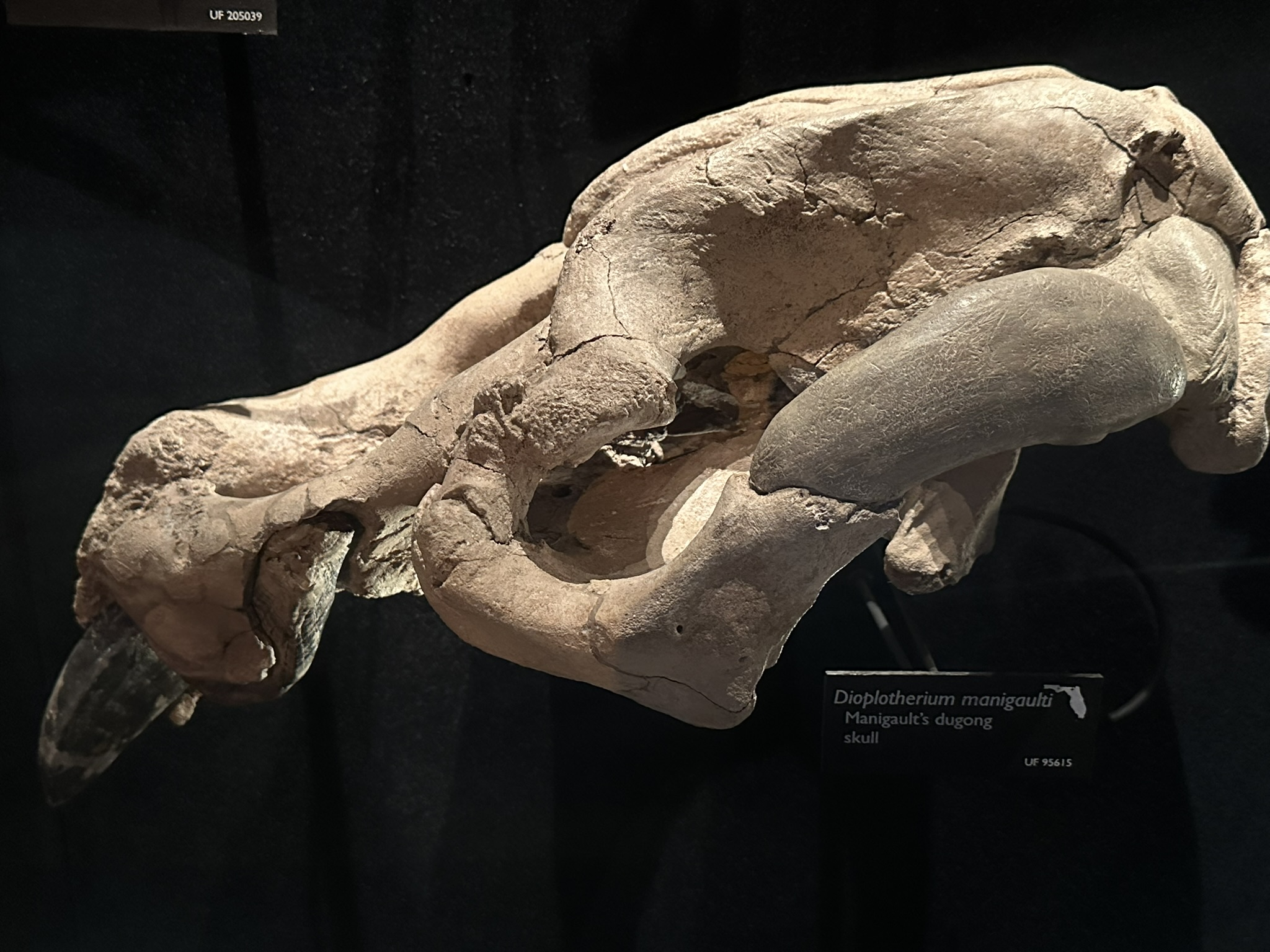
Cranio di Dioplotherium manigaulti

Recenti studi cladistici, tuttavia, ritengono il taxon troppo lontano dalla specie tipo del Dioplotherium, e i reperti del Brasile attribuiti a allisoni sembrano invece essere una specie separata.